# FFH-Gebiet Ehemaliger Fuhlensee
Das FFH-Gebiet Ehemaliger Fuhlensee ist ein NATURA 2000-Schutzgebiet in Schleswig-Holstein im Kreis Dithmarschen in den Gemeinden Meldorf und Sarzbüttel. Es liegt in der Landschaft Heide-Itzehoer Geest (Landschafts-ID 69301), die vom Bundesamt für Naturschutz (BfN) als Landschaft mit geringerer naturschutzfachlicher Bedeutung bewertet wird. Diese ist wiederum Teil der Naturräumlichen Großregion 2. Ordnung Schleswig-Holsteinische Geest.
Das FFH-Gebiet Ehemaliger Fuhlensee hat eine Fläche von 86 Hektar. Die größte Ausdehnung liegt in Westostrichtung und beträgt 1,49 Kilometer. Das gesamte FFH-Gebiet befindet sich auf Meeresniveau. Das FFH-Gebiet liegt drei Kilometer nordöstlich von Meldorf am Übergang zur Dithmarscher Marsch südlich des Meldorfer Moores. Die Geologische Struktur ist von einem nacheiszeitlichen mehrmaligen Wechsel zwischen Verlandung mit Moorbildung und nachfolgender Überschwemmung durch die Nordsee mit Ablagerung von Sedimenten geprägt. In historischer Zeit wurde das Gebiet durch ein dichtes Netz von Entwässerungsgräben trockengelegt. Schon Auf der Karte der Preußischen Landaufnahme von 1878 ist der Fuhlensee als Bruch oder Moor verzeichnet, siehe Bild 1. Heute gibt es dort eine offene Wasserfläche von 0,1 Hektar.
Das FFH-Gebiet besteht zu drei Vierteln aus der FFH-Lebensraumklasse Feuchtes und mesophiles Grünland und zu einem Viertel aus Moore, Sümpfe, Uferbewuchs, siehe Diagramm 1. Bis zum Bau des Deiches am Dithmarscher Speicherkoog im Jahre 1978 wurde das Gebiet bei Sturmflut überschwemmt. Es wird im Norden über die Fließgewässer Verbindungsvorfluter und 1. Langenwischgraben in die Nordermiele und im Süden über den Moorgraben in die Südermiele entwässert, die bei Meldorf in die Nordermiele mündet. Diese wiederum mündet westlich von Albersdorf in die Miele/Süderau. Am Meldorfer Hafen ändert diese ihren Namen in Meldorfer Hafenstrom und mündet am Speicherkoog Dithmarschen in die Nordsee.

## FFH-Gebietsgeschichte und Naturschutzumgebung

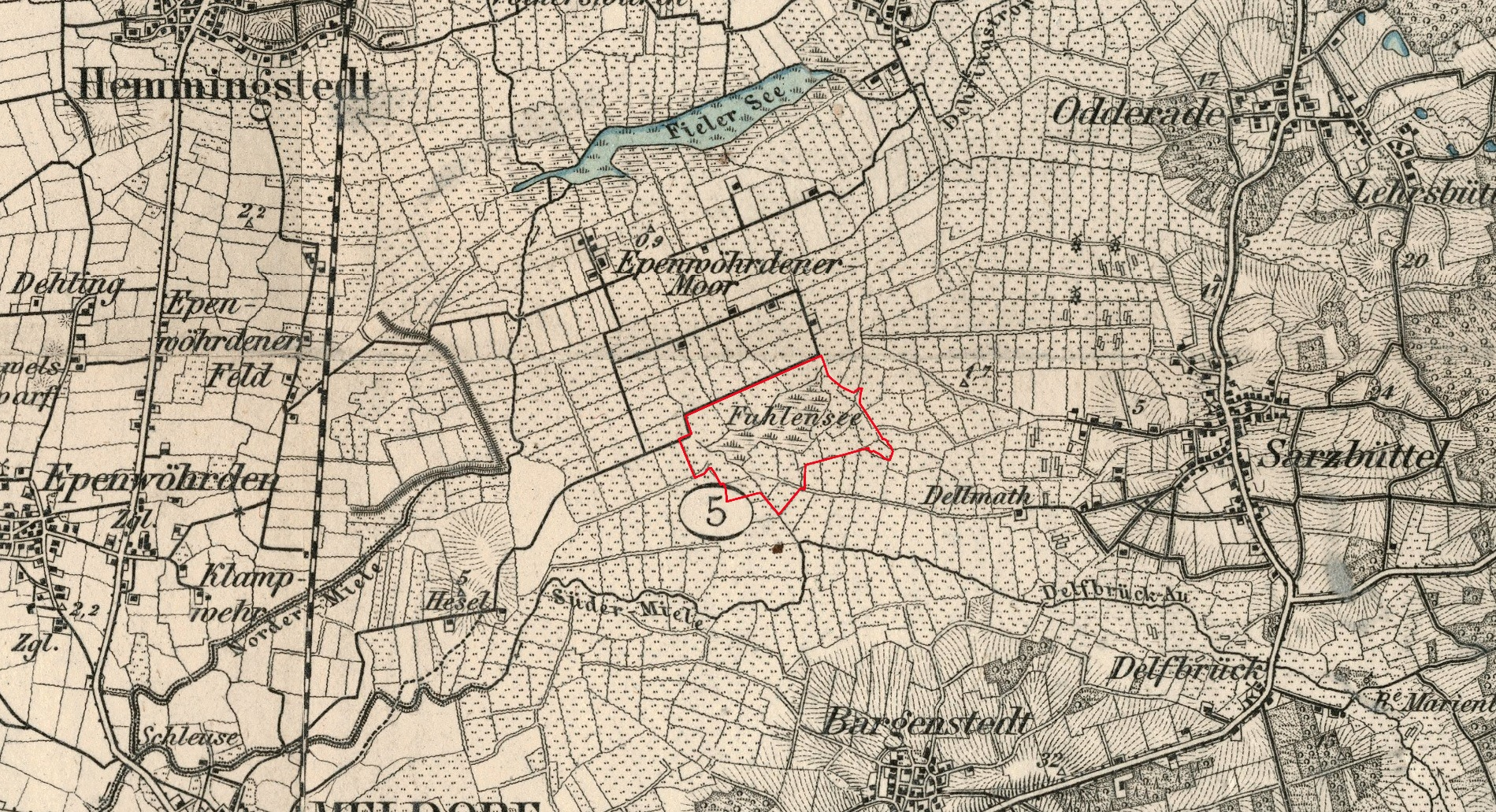
Bild 1: FFH-Gebiet Ehemaliger Fuhlensee um 1878 (rot umrandet)

Der NATURA 2000-Standard-Datenbogen (SDB) für dieses FFH-Gebiet wurde im November 1999 vom Landesamt für Landwirtschaft, Umwelt und ländliche Räume (LLUR) des Landes Schleswig-Holstein erstellt, im Oktober 1997 als Gebiet von gemeinschaftlicher Bedeutung (GGB) vorgeschlagen, im Dezember 2004 von der EU als GGB bestätigt und im Januar 2010 national nach § 32 Absatz 2 bis 4 BNatSchG in Verbindung mit § 23 LNatSchG als besonderes Erhaltungsgebiet (BEG) bestätigt. Der SDB wurde zuletzt im Mai 2019 aktualisiert. Der Managementplan für das FFH-Gebiet wurde im November 2013 veröffentlicht.
Im Zentrum des FFH-Gebietes Ehemaliger Fuhlensee liegt das am 14. Dezember 1990 gegründete 24 Hektar große Naturschutzgebiet (NSG) Ehemaliger Fuhlensee; nicht zu verwechseln mit dem NSG Fuhlensee und Umgebung im Kreis Plön. Es nimmt damit gut ein Viertel der FFH-Gebietsfläche ein. Das LLUR hat mit der Gebietsbetreuung des Naturschutzgebietes gem. § 20 LNatSchG den Naturschutzbund Deutschland, Landesverband Schleswig-Holstein e. V. beauftragt. Zur Unterstützung der Maßnahmen zur Erhaltung und Weiterentwicklung des FFH-Gebietes trägt ebenfalls das Bündnis Naturschutz in Dithmarschen e.V. (BNiD) bei. Diesem gehören neben der Stiftung Naturschutz Schleswig-Holstein (SNSH), dem Deich- und Hauptsielverband Dithmarschen und dem Dithmarschen Tourismus e.V. die Gemeinden und Naturschutzverbände sowie viele Privatpersonen in Dithmarschen an.
Das FFH-Gebiet liegt zudem in einem Schwerpunktbereich des regionalen Biotopverbundsystems.

## FFH-Erhaltungsgegenstand
Laut Standard-Datenbogen vom Mai 2019 sind folgende FFH-Lebensraumtypen (LRT) und Arten für das Gesamtgebiet als FFH-Erhaltungsgegenstände mit den entsprechenden Beurteilungen zum Erhaltungszustand der Umweltbehörde der Europäischen Union gemeldet worden (Gebräuchliche Kurzbezeichnung (BfN)): FFH-Lebensraumtypen nach Anhang I der EU-Richtlinie:
- 6410 Pfeifengraswiesen (Gesamtbeurteilung B)[16]
- 7140 Übergangs- und Schwingrasenmoore (Gesamtbeurteilung C)[17]

Arten gemäß Artikel 4 der Richtlinie 2009/147/EG und Anhang II der Richtlinie 92/43/EWG und diesbezügliche Beurteilung des Gebiets:
- 1145 Schlammpeitzger (Gesamtbeurteilung C)[19]

Die beiden FFH-Lebensraumtypen liegen vollständig im Naturschutzgebiet (NSG) Ehemaliger Fuhlensee in der Mitte des FFH-Gebietes. Die einzige 200 Quadratmeter große Pfeifengraswiese ist umgeben vom Übergangs- und Schwingrasenmoor. Der Rest des NSG ist mit den gesetzlich geschützten Biotoptypen (NS) Niedermoor Sumpf und (NR) Landröhricht bedeckt. Letzteres befindet sich auch im Nordwesten und Süden des FFH-Gebietes. Die restliche Fläche besteht im Wesentlichen aus den nicht gesetzlich geschützten Biotoptypen (GM) mesophiles Grünland, (GF) sonstiges Feucht- und Nassgrünland und (GI) artenarmes Intensivgrünland.
Als einzige Art wurde der Schlammpeitzger, ein Fisch, der in Schleswig-Holstein in Entwässerungsgräben anzutreffen ist, zum Erhaltungsgegenstand erklärt. Über dessen Population im FFH-Gebiet liegen allerdings keine Informationen vor.
Neben den durch das Verschlechterungsverbot geschützten FFH-Lebensraumflächen sind weitere Flächen durch die Biotopverordnung gesetzlich geschützt, siehe Tabelle 1 und Diagramm 3.
| Lfd. Nr. | Biotop-Nummer  | Schutzstatus           | Bezeichnung                                                                                 | Fläche [m²] | Position                                            | Kartierdatum |
| -------- | -------------- | ---------------------- | ------------------------------------------------------------------------------------------- | ----------- | --------------------------------------------------- | ------------ |
| 1        | 325085996-0413 | ges. gesch. Biotop     | NRs Schilf-, Rohrkolben-, Teichsimsen-Röhricht                                              | 76163       | 54° 7′ 17″ N, 9° 8′ 19″ O, 54° 7′ 6″ N, 9° 7′ 50″ O | 27.06.2017   |
| 2        | 325085996-0404 | ges. gesch. Biotop     | GNm Mäßig nährstoffreiches Nassgrünland                                                     | 7833        | 54° 22′ 12″ N, 10° 5′ 49″ O                         | 02.06.2017   |
| 3        | 325085996-0403 | ges. gesch. Biotop     | NSc Sumpfreitgras-Sumpf, NSs Großseggenried                                                 | 2917        | 54° 7′ 18″ N, 9° 8′ 22″ O                           | 02.06.2017   |
| 4        | 325085996-0419 | ges. gesch. Biotop     | FLr Naturnahes lineare Gewässer mit Großseggen                                              | 1939        | 54° 7′ 12″ N, 9° 7′ 43″ O                           | 26.06.2017   |
| 5        | 325085996-0422 | LRT+ges. gesch. Biotop | GNp Artenreiche Pfeifengraswiese, 6410 Pfeifengraswiesen                                    | 2283        | 54° 7′ 9″ N, 9° 8′ 13″ O                            | 27.06.2017   |
| 6        | 325085996-0420 | LRT+ges. gesch. Biotop | NRa Nährstoffarmes Röhricht, NSc Sumpfreitgras-Sumpf, 7140 Übergangs- und Schwingrasenmoore | 131245      | 54° 7′ 6″ N, 9° 7′ 56″ O, 54° 7′ 13″ N, 9° 8′ 7″ O  | 26.06.2017   |
| 7        | 325085996-0414 | ges. gesch. Biotop     | NRs Schilf-, Rohrkolben-, Teichsimsen-Röhricht                                              | 60049       | 54° 7′ 12″ N, 9° 7′ 31″ O, 54° 7′ 7″ N, 9° 7′ 36″ O | 27.06.2017   |
| 8        | 325085996-0421 | ges. gesch. Biotop     | NSs Großseggenried                                                                          | 7924        | 54° 7′ 7″ N, 9° 7′ 59″ O                            | 27.06.2017   |
| 9        | 325085996-0418 | ges. gesch. Biotop     | NSy Sonstiger Sumpf                                                                         | 15431       | 54° 7′ 11″ N, 9° 7′ 32″ O, 54° 7′ 6″ N, 9° 7′ 33″ O | 26.06.2017   |
| 10       | 325085996-0405 | ges. gesch. Biotop     | FSy Sonstiges Stillgewässer                                                                 | 1124        | 54° 7′ 6″ N, 9° 7′ 57″ O                            | 27.06.2017   |

## FFH-Erhaltungsziele
Aus den oben aufgeführten FFH-Erhaltungsgegenständen werden als FFH-Erhaltungsziele von besonderer Bedeutung die Erhaltung folgender Lebensraumtypen und Arten im FFH-Gebiet vom Ministerium für Energiewende, Landwirtschaft, Umwelt und ländliche Räume des Landes Schleswig-Holstein erklärt:
- 6410 Pfeifengraswiesen
- 7140 Übergangs- und Schwingrasenmoore

Aus den oben aufgeführten FFH-Erhaltungsgegenständen werden als FFH-Erhaltungsziele von Bedeutung die Erhaltung folgender Lebensraumtypen und Arten im FFH-Gebiet vom Ministerium für Energiewende, Landwirtschaft, Umwelt und ländliche Räume des Landes Schleswig-Holstein erklärt:
- 1145 Schlammpeitzger

## FFH-Analyse und Bewertung
Das Kapitel FFH-Analyse und Bewertung im Managementplan beschäftigt sich unter anderem mit den aktuellen Gegebenheiten des FFH-Gebietes und den Hindernissen bei der Erhaltung und Weiterentwicklung der FFH-Lebensraumtypen und Arten. Die Ergebnisse fließen in den FFH-Maßnahmenkatalog ein.
Das NSG wurde in den neunzehnhundertachtziger Jahren durch eine Verwallung vom Rest des FFH-Gebietes abgetrennt. Hierdurch hat sich der Wasserstand im NSG angehoben. Diese Verwallung ist mittlerweile an einigen Stellen durchbrochen und bedarf einer Reparatur. Sie ist für die Entwicklung des LRT 7140 Übergangs- und Schwingrasenmoore unerlässlich. Hier besteht allerdings ein Zielkonflikt mit dem Erhaltungsziel der Art 1145 Schlammpeitzger. Diese benötigt für ihre Entwicklung offene Gräben, die regelmäßig geräumt werden. Diese Grabenunterhaltung ist aber zugunsten der Entwicklung des Moores eingestellt worden.
Das FFH-Gebiet befindet sich fast vollständig im Besitz der Stiftung Naturschutz des Landes Schleswig-Holstein, siehe Diagramm 5. Hiermit ist die Einhaltung des Verschlechterungsverbotes sichergestellt.

## FFH-Maßnahmenkatalog

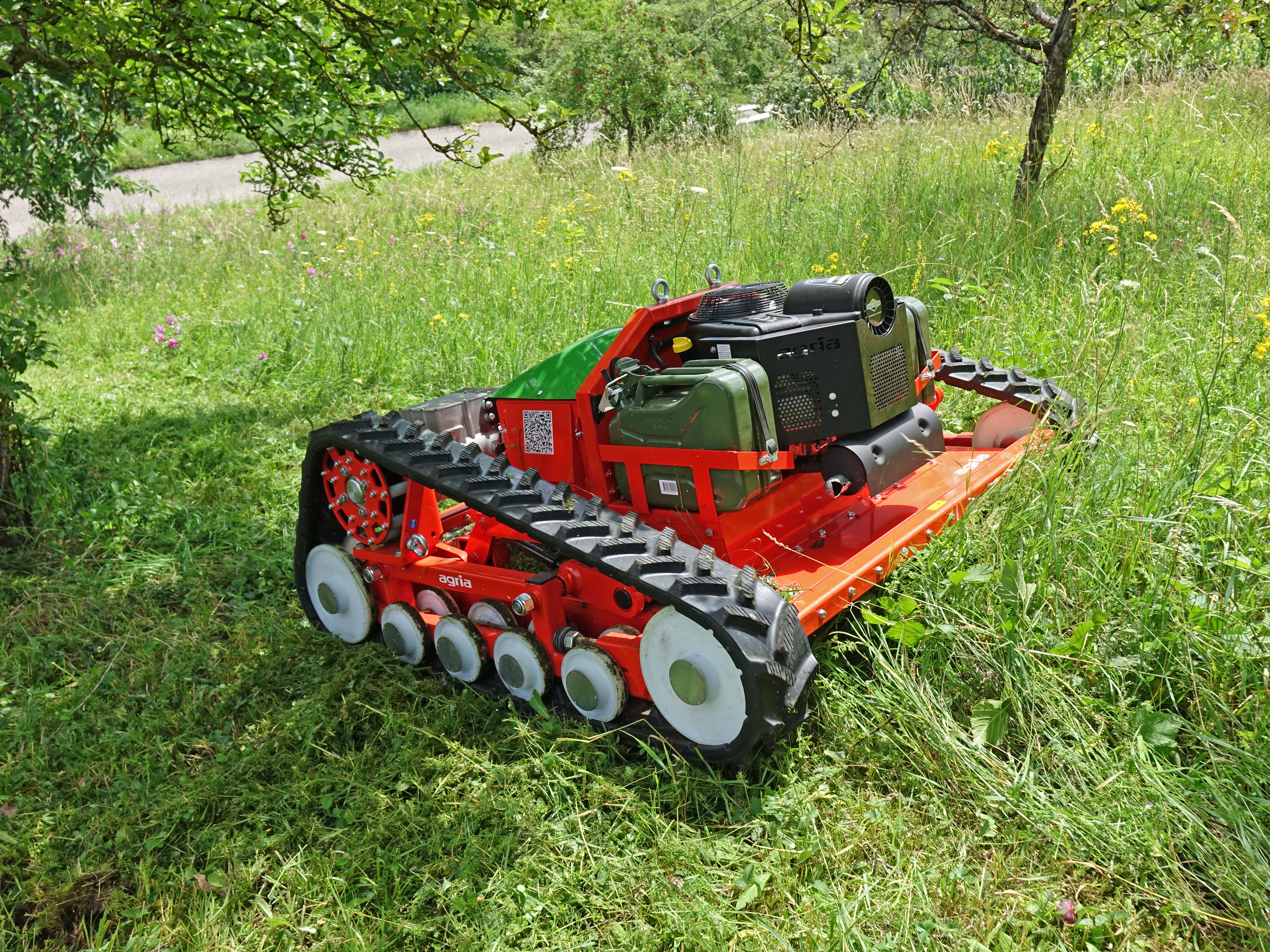
Mähraupe

Der FFH-Maßnahmenkatalog im Managementplan führt neben den bereits durchgeführten Maßnahmen geplante Maßnahmen zur Erhaltung und Entwicklung der FFH-Lebensraumtypen im FFH-Gebiet an. Die Maßnahmen sind in einer Maßnahmenkarte eingetragen und in einem Maßnahmenblatt zur Projektverfolgung festgehalten.
Die Reparatur der Verwallung sowie die Wasserstandsregulierung an den beiden Stauen liegt in der Verantwortung des Bündnis Naturschutz in Dithmarschen e.V. und die jährliche Pflegemahd mit der Mähraupe, sowie die Beweidung und Mahd durch Pächter liegt in der Verantwortung der Stiftung Naturschutz Schleswig-Holstein als Eigentümer.

## FFH-Erfolgskontrolle und Monitoring der Maßnahmen
Eine FFH-Erfolgskontrolle und Monitoring der Maßnahmen findet in Schleswig-Holstein alle 6 Jahre statt. Die Ergebnisse des letzten Monitorings wurden am 10. Februar 2012 veröffentlicht (Stand April 2022). Im Zeitraum 2016 bis 2019 wurde eine Nachkartierung des FFH-Gebietes mit Angabe der Biotop- und FFH-Lebensraumtypen durchgeführt, siehe Tabelle 1.